# 580

## Nașteri
- dată necunoscută: Theofilact din Simocatta  (d. 630)
- dată necunoscută: Cneazul necunoscut prinț sârb (d. 652)